# Александрийское
Александрийское (укр. Олександрійське, с 1949 до 2016 г. — Димитрово) — посёлок, входит в Александрийскую городскую общину Александрийского района Кировоградской области Украины.

## История
В 1949 году Указом ПВС УССР посёлок Семёновского буроугольного разреза отнесен к категории посёлка городского типа и присвоено наименование — Димитрово.
В 1972 году основой экономики посёлка являлась добыча угля, также здесь действовали брикетная фабрика и завод горного воска.
В январе 1989 года численность населения составляла 6762 человека.
В мае 1995 года Кабинет министров Украины утвердил решение о приватизации находившегося здесь брикетной фабрики, в июле 1995 года было утверждено решение о приватизации совхоза.
По состоянию на 1 января 2013 года численность населения составляла 4891 человек.